# Tytgat Chocolat
Tytgat Chocolat (en anglais Team Chocolate) est une série télévisée belge flamande en coproduction autrichienne et croate de sept épisodes de 50 minutes, créée par Marc Bryssinck et Filip Lenaerts, et diffusée du 10 septembre 2017 au 22 octobre 2017 sur la chaîne Één.
En France, elle est diffusée sur la plate-forme Netflix.

## Synopsis
Jasper Vloemans est un jeune homme porteur de trisomie 21. Il est engagé dans une fabrique de chocolat familiale, Tytgat Chocolat, qui emploie pour le conditionnement de ses produits principalement des personnes handicapées. La mère muette du directeur de l'entreprise l'observe depuis chez elle, en face de la fabrique, et le voit se faire des amis parmi ses collègues. Mais plusieurs menaces pèsent sur l'entreprise et sur Tina, la nouvelle petite amie de Jasper, originaire du Kosovo.

## Distribution
- Jelle Palmaerts : Jasper Vloemans
- Mira Bryssinck : Tina Dibrani
- Jan Goris : Crispijn ("Spijker")
- Jason Van Laere : Max
- Gert Wellens : Cédric
- Peter Janssens : Django
- Wim Opbrouck : Roman Tytgat, PDG de Tytgat Chocolat
- Marc Van Eeghem : Lode Tytgat, son frère
- Els Dottermans : Rachel Tytgat, la femme de Roman
- Josiane Rimbaut : Jacky, la mère de Roman et Lode
- Frank Focketyn : Raoul Vloemans, le père de Jasper
- Mieke De Groote : Nikki Vloemans, la mère de Jasper
- Flor Decleir : Andy Verherstraeten, directeur financier de Tytgat Chocolat
- Jan Decleir : Achille Verherstraeten
- Anila Dervishi : Katarina Dibrani, goûteuse de la chocolaterie et mère de Tina
- Mathias Sercu : un agent de police
- Gert Portael : la mère de Cédric

## Production

### Développement
L'idée de la série vient au réalisateur de télévision Filip Lenaerts et au metteur en scène de théâtre Marc Bryssinck. Ce dernier anime une troupe de théâtre composée de comédiens porteurs de trisomie 21, nommée Theater Stap. Tous deux désiraient créer une série jouée par ces acteurs, qui ont participé à l'élaboration des dialogues.

### Fiche technique
- Titre original : Tytgat Chocolat
- Titre international : Team Chocolate
- Création : Marc Bryssinck et Filip Lenaerts
- Réalisation : Marc Bryssinck et Filip Lenaerts
- Scénario : Marc Bryssinck et Filip Lenaerts
- Photographie : Lou Berghmans
- Montage : Karel Vangrimde
- Casting : Ann Willems
- Musique : Geert Hellings
- Production : deMENSEN[2], VRT
- Sociétés de distribution : Één, Netflix
- Pays d'origine : Belgique
- Langue originale : néerlandais
- Format : couleur - 16/9
- Genre : Drame
- Durée : 7x50 minutes

## Épisodes
La série est composée de sept épisodes sans titres.

## Accueil

### Réception critique
En Belgique, le critique du journal De Morgen regrette une « occasion manquée ».

### Récompenses et distinctions
Tytgat Chocolat est présenté au Festival Séries Mania en 2017.
La série reçoit le prix de la diversité lors du Festival de Cannes 2017, dans le cadre du MIP TV.
Elle obtient également le prix Europa de la meilleure série télévisée de fiction la même année.

## Adaptations
Une adaptation en Belgique francophone est prévue sous le titre Comme les autres, produite par la RTBF.
Une adaptation en Italie a vu le jour sous le titre Ognuno è perfetto, diffusée par la RAI.
Il est également question d'une adaptation en anglais de la série.